# Can Comes (el Prat de Llobregat)
Can Comes és una masia barroca del Prat de Llobregat (Baix Llobregat) inclosa a l'Inventari del Patrimoni Arquitectònic de Catalunya.

## Descripció
Masia de clares característiques barroques en la seva façana de corbes sinuoses. Estructuralment parlant és una masia de tipus basilical amb teulada central a dues vessants i les laterals a una vessant. La façana, combinant les línies còncaves i convexes tapa la visió de les cobertes. És l'únic exemplar d'aquest tipus que hi ha al Prat.

## Història
Cal Comas apareix a la consueta parroquial de principis del segle xix. La família Comas ja es troba documentada al Prat d'ençà el segle xviii.